# آپاچی گروو (آریزونا)
آپاچی گروو (به انگلیسی: Apache Grove) یک منطقهٔ مسکونی در ایالات متحده آمریکا است که در آریزونا واقع شده‌است. آپاچی گروو ۱٬۰۸۲ متر بالاتر از سطح دریا واقع شده‌است.